# A metróvonal (Prága)
A prágai A metróvonal időrendi sorrendben a prágai metró másodiknak átadott vonala, melynek első szakaszát 1978-ban nyitották meg. Jelenleg 17 állomása van, a pálya 17,1 km hosszú a Nemocnice Motol és a Depo Hostivař között. A vonalat a zöld színnel jelölik.

## Története

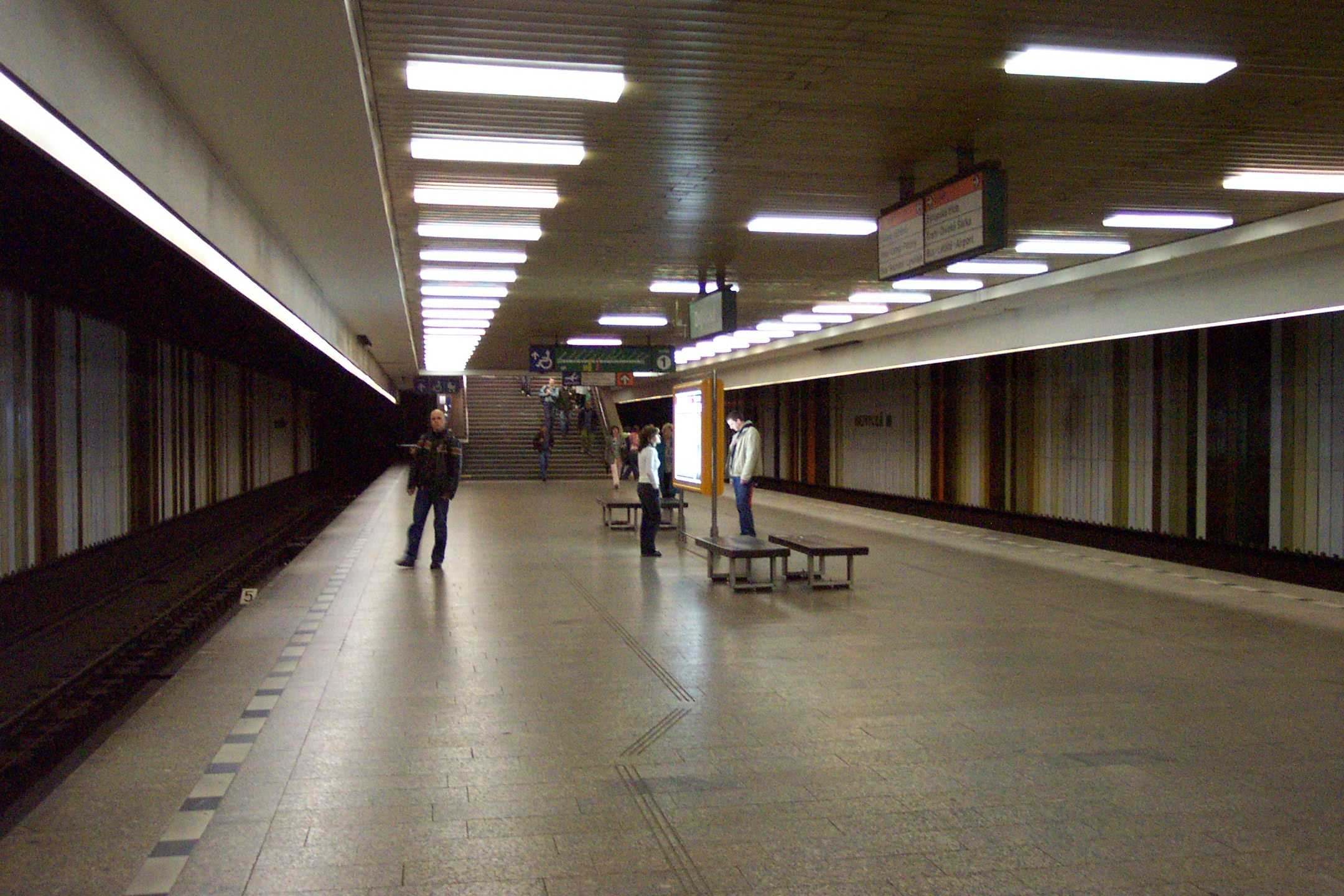
A Dejvická állomás

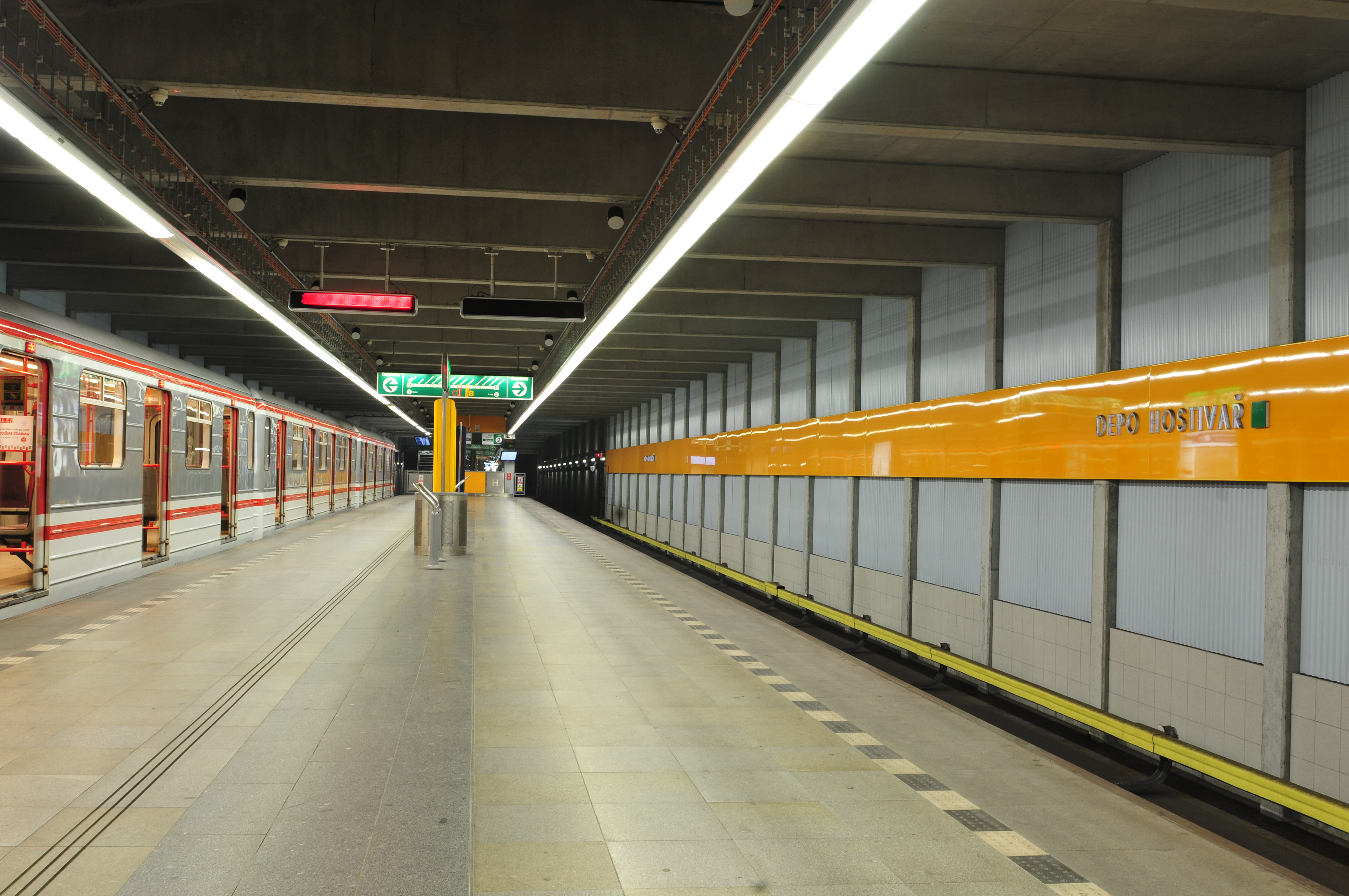
A Depo Hostivař állomás

Az első szakaszt 1973-ban kezdték építeni, a Muzeum és a Náměstí Míru állomások között egy összekötő vágány is épült a már létező C vonal felé.
2010-ben kezdték el építeni a Dejvická–Nemocnice Motol közötti szakaszt. Ez újabb 4 állomást, és 6,1 km pályát jelent. 2015. április 6-án adták át.
| Szakasz                  | Átadás              | Hossz   |
| ------------------------ | ------------------- | ------- |
| Dejvická–Náměstí Míru    | 1978. augusztus 12. | 4,7 km  |
| Náměstí Míru–Želivského  | 1980. december 19.  | 2,7 km  |
| Želivského–Strašnická    | 1987. november 11.  | 1,2 km  |
| Strašnická–Skalka        | 1990. november 4.   | 1,3 km  |
| Skalka–Depo Hostivař     | 2006. május 26.     | 1,0 km  |
| Dejvická–Nemocnice Motol | 2015. április 6.    | 6,1 km  |
| Összesen:                | 17 állomás          | 17,1 km |

## Jellemzői

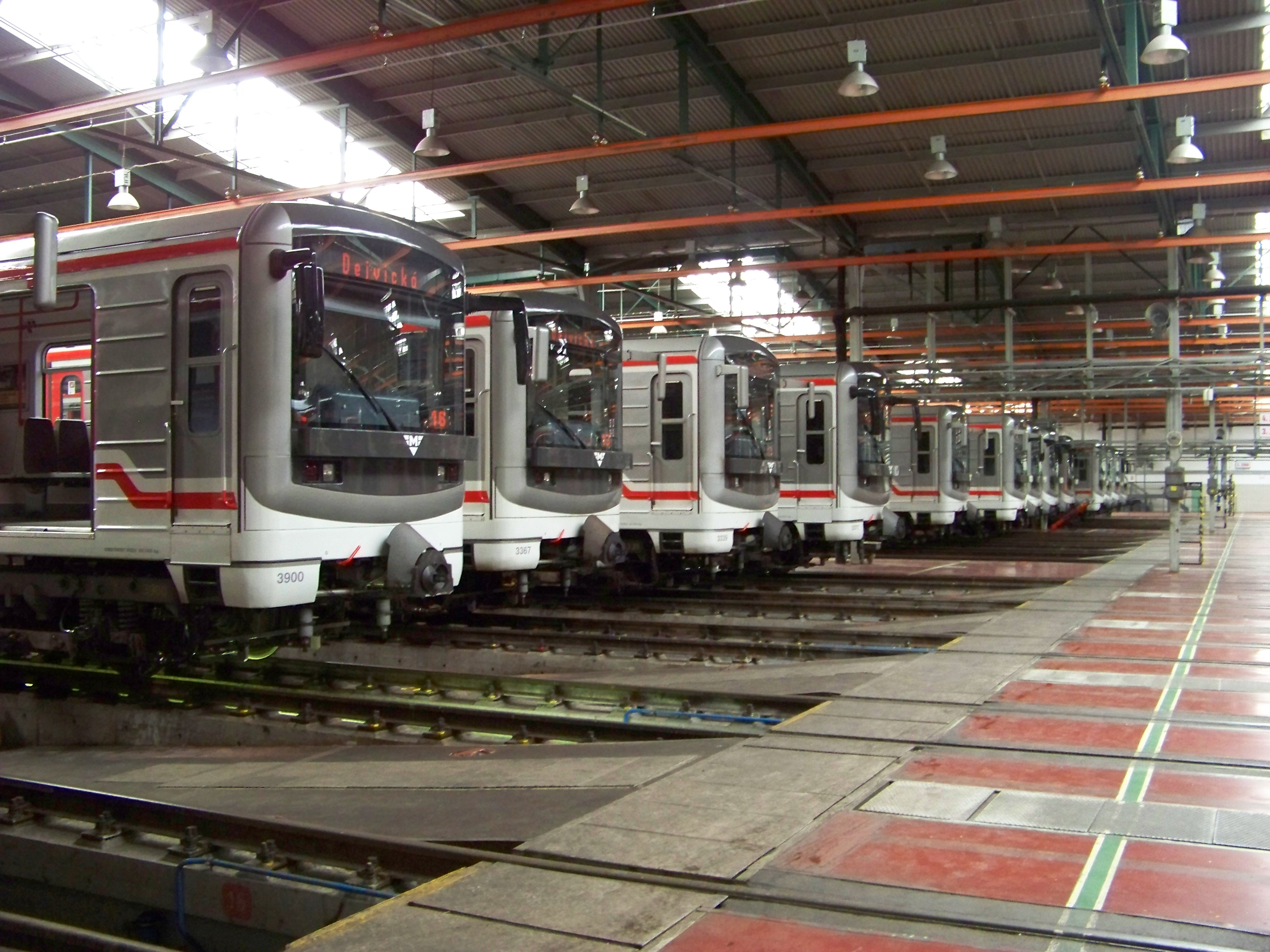
Modernizált 81–71M típusú szerelvények a Depo Hostivař járműtelepen

A vonal a Můstek állomásnál keresztezi a B vonalat, a Muzeum állomásnál a C vonalat. Összekötő vágány található a C vonal I. P. Pavlova állomására a Muzeum és a Náměstí Míru állomások között. A Depo Hostivař állomásnál található a kocsiszín.
A vonalon modernizált 81–71M típusú, 5 kocsis szerelvények közlekednek. A menetidő 23 perc. Néhány járat a Nemocnice Motol felől csak a Skalka állomásig közlekedik.

## Állomások
| 0  | Nemocnice Motol    | 28 |                                        |
| 2  | Petřiny            | 26 | 1, 2                                   |
| 3  | Nádraží Veleslavín | 25 | 20, 26 R24 R45 S5 S54                  |
| 5  | Bořislavka         | 23 | 20, 26                                 |
| 6  | Dejvická           | 22 | 8, 18, 20, 26                          |
| 8  | Hradčanská         | 20 | 1, 2, 8, 18, 20, 25, 26 R24 R45 S5 S54 |
| 9  | Malostranská       | 19 | 2, 12, 15, 18, 20, 22, 23              |
| 11 | Staroměstská       | 17 | 2, 17, 18                              |
| 12 | Můstek             | 16 | B 3, 5, 6, 9, 14, 24                   |
| 14 | Muzeum             | 14 | C 11, 13                               |
| 16 | Náměstí Míru       | 12 | 4, 10, 13, 16, 22                      |
| 17 | Jířího z Poděbrad  | 11 | 11, 13                                 |
| 21 | Flora              | 9  | 5, 10, 11, 13, 15, 16                  |
| 23 | Želivského         | 7  | 5, 10, 11, 13, 16, 26                  |
| 25 | Strašnická         | 5  | 7, 26                                  |
| 27 | Skalka             | 2  |                                        |
| 28 | Depo Hostivař      | 0  | 5                                      |

Korábbi nevek
A Dejvická állomásnak 1990 előtt Leninova volt a neve.